# Karin Singer
Karin Singer(-Randegger) (Buchs, 14 mei 1966) is een Zwitserse synchroonzwemster met zeven medailles op de Europese kampioenschappen synchroonzwemmen. Daarnaast nam Singer deel aan de Olympische Zomerspelen 1984 en de Olympische Zomerspelen 1988.

## Levensloop
Op achtjarige leeftijd sloot Singer zich aan bij de zwemvereniging SC Flös, waar haar zus Irene een competitieve snelheidszwemster was. Later raakten haar moeder Nini, als coach, en haar vader Kurt, als president, ook nauw betrokken bij de club.

### 1980-1984
Het eerste internationale toernooi van Singer was het Europese kampioenschap junioren in 1980. Hier werd een zilveren medaille gewonnen op het team onderdeel. Het jaar daarna tijdens het Europese kampioenschappen synchroonzwemmen 1981 werd de eerste groote medaille gewonnen tijdens een senioren toernooi, een bronzen plak op het team onderdeel. Op de Wereldkampioenschappen synchroonzwemmen 1982 werd Singer zesde met het Zwitserse team en werd er wel in ditzelfde jaar het Zwitserse kampioenschap de nationale titel op het solo en team onderdeel gewonnen. Het lukt om zich te plaatsen voor de Olympische Zomerspelen 1984. Op het solo onderdeel werd een achtste plaats behaald en met het duet onderdeel een vijde plaats met Edith Boss.

### 1985-1989
Tijdens de Wereldkampioenschappen synchroonzwemmen 1986 greep Singer met Boss net naast een medaille op het duet. Solo en met de Zwitserse ploeg werd er een zevende plaats gehaald. Op de Europese kampioenschappen synchroonzwemmen 1987 werden er twee bronzen medailles gewonnen op het solo en team onderdeel. Voor de tweede keer plaatst Singer zich voor de Olympische Zomerspelen 1988. Zowel het solo onderdeel als het duet onderdeel met Boss werd er een vijfde plaats gehaald. Het jaar na de Spelen nam Singer deel aan de Europese kampioenschappen synchroonzwemmen 1989 en op alle drie de onderdelen; solo, duet en team werd er een bronzen medaille gewonnen. Geen enkele Zwitserse vrouw heeft dit sindsdien bereikt.
Hiernaa beëindigd Singer haar carrière.
Met veertien Zwitserse kampioenstitels wordt Karin beschouwd als Zwitserlands meest succesvolle synchroonzwemster.
Na een korte periode in de farmaceutische industrie keerde ze in 1993 terug naar de sport. Tot 2001 werkte ze bij Swiss Sports Aid in de sport- en evenementenmarketing.
Ze geeft leiding aan een synchro-sportgroep op school in Horgen en werkt als fitnessinstructeur in een fitnesscentrum.

## Privè
Karin woont in Horgen met haar man Dieter, een voormalig speler van het nationale waterpoloteam van de Horgen Water Polo Club, en ze hebben twee zoons, Kai en Tim.